# NK Rekord Kondrić

NK Rekord Kondrić je nogometni klub iz Kondrića, sela u općini Trnava. 

## Povijest
Klub je osnovan 1975. godine pod nazivom NK Rekord Kondrić te je pod istim nastupao sve do sredine 90.-ih godina proteklog stoljeća, kada mijenja naziv u NK Ovčara Kondrić.

Od 1. lipnja 2012. klubu se vraća izvorni naziv "NK Rekord Kondrić"
Najveće uspjehe klub je ostvario krajem stoljeća plasmanom i nastupima u 1. ŽNL osječko-baranjskoj, odnosno u sezoni 1999./00. kada je osvojeno 2. mjesto u istoj.  

Klupska boja je zeleno-bijela. 

## Statistika u prvenstvima od sezone 1999./00.
| Sezona    | Rang | Liga                                | Pozicija | Utakmice | Pobjede | Neodlučeno | Porazi | Postignuti golovi | Primljeni golovi | Bodovi |
| 1999./00. | 4.   | 1. ŽNL Osječko-baranjska            | 2.       | 29       | 19      | 3          | 7      | 71                | 34               | 60     |
| 2000./01. | 4.   | 1. ŽNL Osječko-baranjska            | 9.       | 30       | 11      | 7          | 12     | 41                | 44               | 40     |
| 2001./02. | 4.   | 1. ŽNL Osječko-baranjska            | 16.      | 30       | 6       | 4          | 20     | 36                | 88               | 22     |
| 2002./03. | 5.   | 2. ŽNL Osječko-baranjska, NS Đakovo | 3.       | 26       | 12      | 3          | 11     | 62                | 50               | 39     |
| 2003./04. | 5.   | 2. ŽNL Osječko-baranjska, NS Đakovo | 3.       | 22       | 11      | 6          | 5      | 45                | 31               | 39     |
| 2004./05. | 5.   | 2. ŽNL Osječko-baranjska, NS Đakovo | 11.      | 26       | 8       | 3          | 15     | 60                | 74               | 27     |
| 2005./06. | 5.   | 2. ŽNL Osječko-baranjska, NS Đakovo | 5.       | 30       | 15      | 8          | 7      | 80                | 66               | 53     |
| 2006./07. | 6.   | 2. ŽNL Osječko-baranjska, NS Đakovo | 5.       | 30       | 16      | 5          | 9      | 78                | 57               | 53     |
| 2007./08. | 6.   | 2. ŽNL Osječko-baranjska, NS Đakovo | 12.      | 30       | 10      | 6          | 14     | 71                | 68               | 36     |